# Józef Stojek
Józef Stojek, ps. Gryzoń (ur. 25 października 1925 w Gołąbkowicach, zm. 26 maja 2022 w Nowym Sączu) – żołnierz Batalionów Chłopskich, partyzant oddziału "Grot" Armii Krajowej, kapitan.

## Życiorys
Urodził się we wsi Gołąbkowice (dziś osiedle Nowego Sącza). W czasie II wojny światowej był członkiem Batalionów Chłopskich. Po wojnie najpierw jako łącznik w oddziale „Grom” Stanisława Piszczka, ps. „Okrzeja”, a następnie jako partyzant w grupie „Grot”, podporządkowanej Józefowi Kurasiowi, ps. „Ogień”, dowodzonej przez Mariana Mordarskiego, ps. „Śmiga”, „Ojciec”, która ujawniła się w kwietniu 1947. Oddział „Grot” działał na Sądecczyźnie m.in. rozbrajając posterunki milicji. Siedzibę miał na Skałce pod Przehybą.
W 1952 został aresztowany przez Urząd Bezpieczeństwa. Więziony był w Krakowie na Montelupich, Nowym Wiśniczu i Potulicach. Następnie pracował przymusowo w kopalni w Knurowie. Na wolność wyszedł w 1956. Potem przez lata inwigilowany był przez Służbę Bezpieczeństwa.
Zmarł 26 maja 2022 i pochowany został na cmentarzu parafialnym w Dąbrówce (osiedle Nowego Sącza).

## Ordery i odznaczenia
- Krzyż Kawalerski Orderu Odrodzenia Polski (2009)
- Złoty medal „Za zasługi dla obronności kraju”
- Krzyż Weterana Walk o Wolność i Niepodległość
- Medal „Pro Memoria”
- Medal „100-lecia odzyskania Niepodległości"
- Medal „Pro Patria" (2014)[2]